# Espoleta

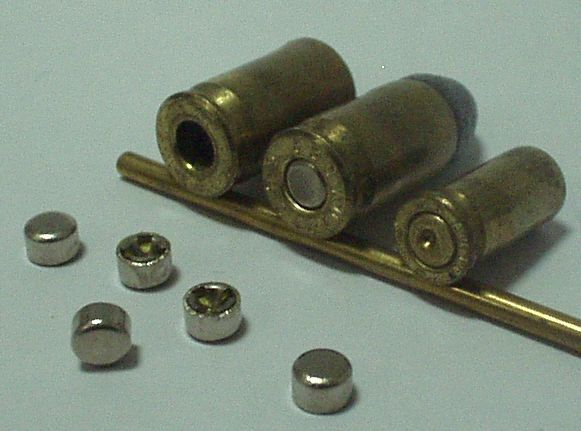
Alguns exemplares de espoletas à frente de um cartucho e dois estojos (um sem espoleta e outro com a espoleta deflagrada).

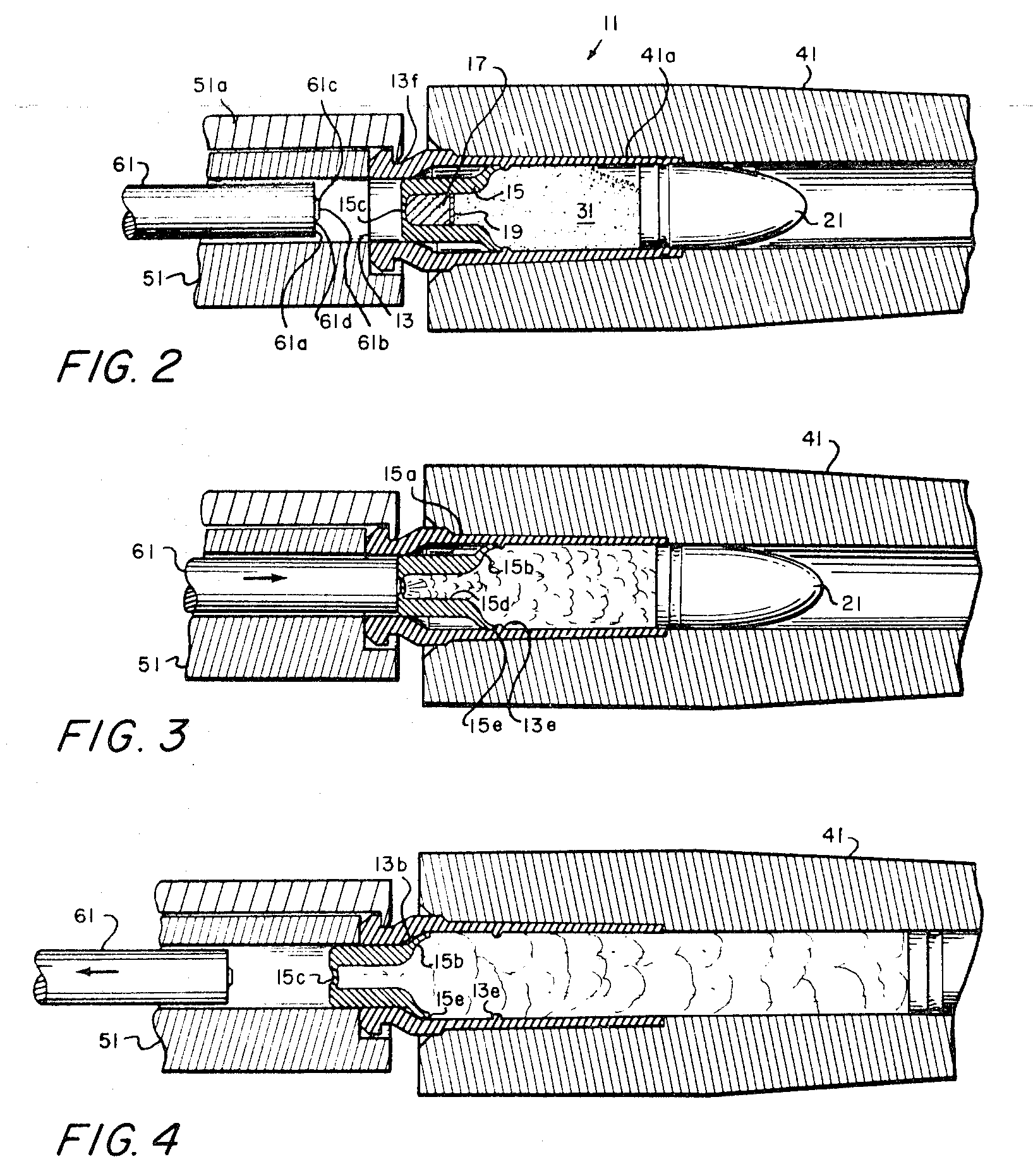

A espoleta, no contexto de arma de fogo e artilharia em geral, é formalmente, o composto químico e/ou dispositivo responsável por iniciar a combustão do propelente contido na munição, que impulsiona o projétil através do cano da arma.
Em termos práticos, a espoleta moderna é basicamente uma pequena cápsula metálica, contendo um composto químico detonante, que quando estimulado pelo impacto do percussor e o esmagamento da cápsula, entra em combustão e dá início à queima da pólvora contida no cartucho, ocasionando o disparo.

## Histórico

### Espoletas externas
Nas primeiras armas de fogo de pólvora negra, geralmente armas por antecarga, a função de espoleta era desempenhada essencialmente pelo mesmo composto químico do propelente principal (embora geralmente em uma forma de um pó mais fino), era acondicionado num recipiente externo em forma de uma pequeníssima "panela" ("pan" em inglês), onde era inflamado por uma fonte de ignição como um fecho de mecha ou uma pederneira. O recipiente externo com a pólvora mais fina era conectado através de uma pequena abertura na parte traseira do cano da arma que levava à carga principal, da munição propriamente dita. Como a pólvora não queima quando molhada, isso torna difícil (ou mesmo impossível) disparar esse tipo de arma em condições de chuva ou umidade.

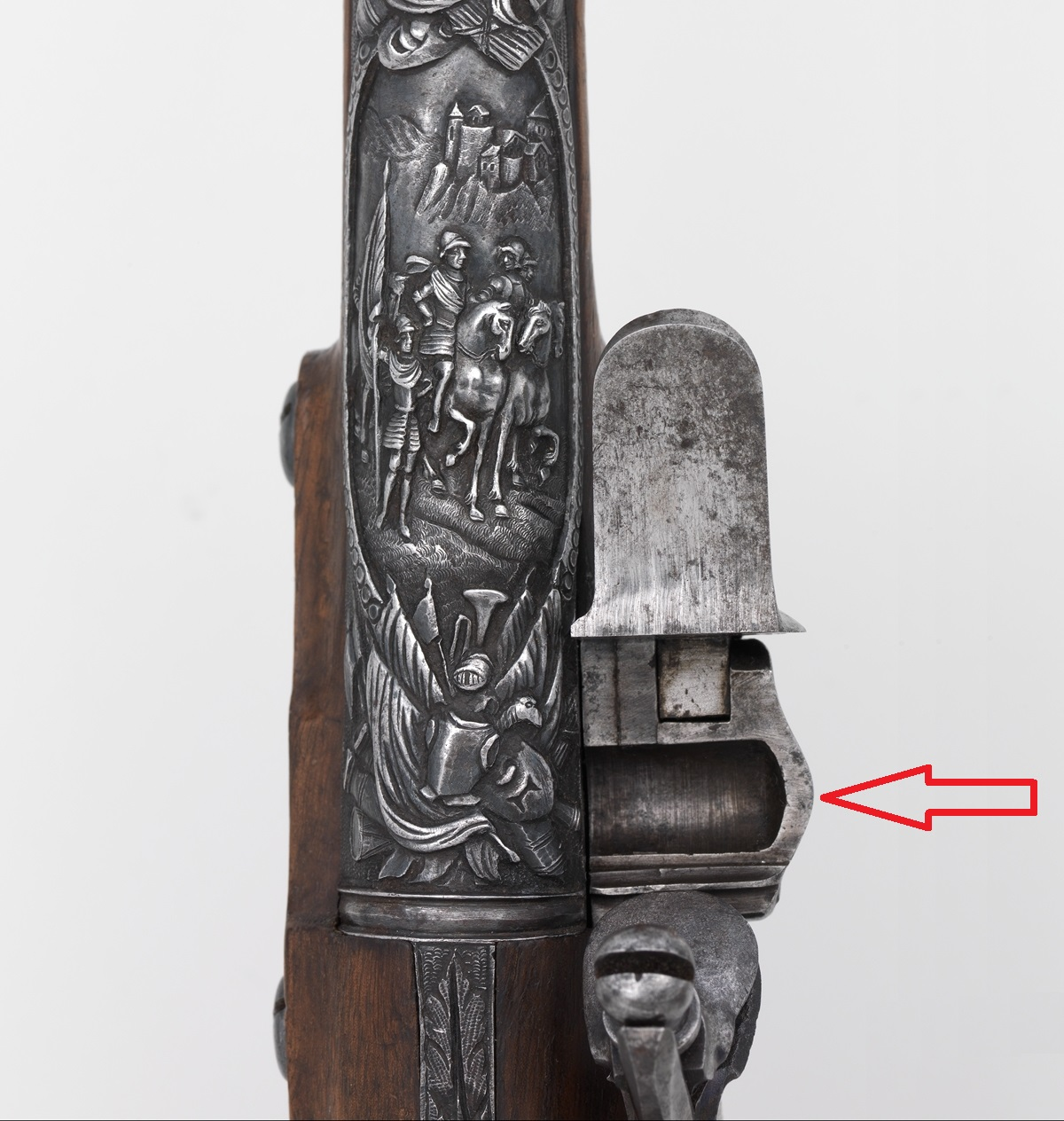
Detalhe de um mecanismo de pederneira onde se pode ver destacado o rebaixo ao lado do cano para colocar a "espoleta" de pólvora.
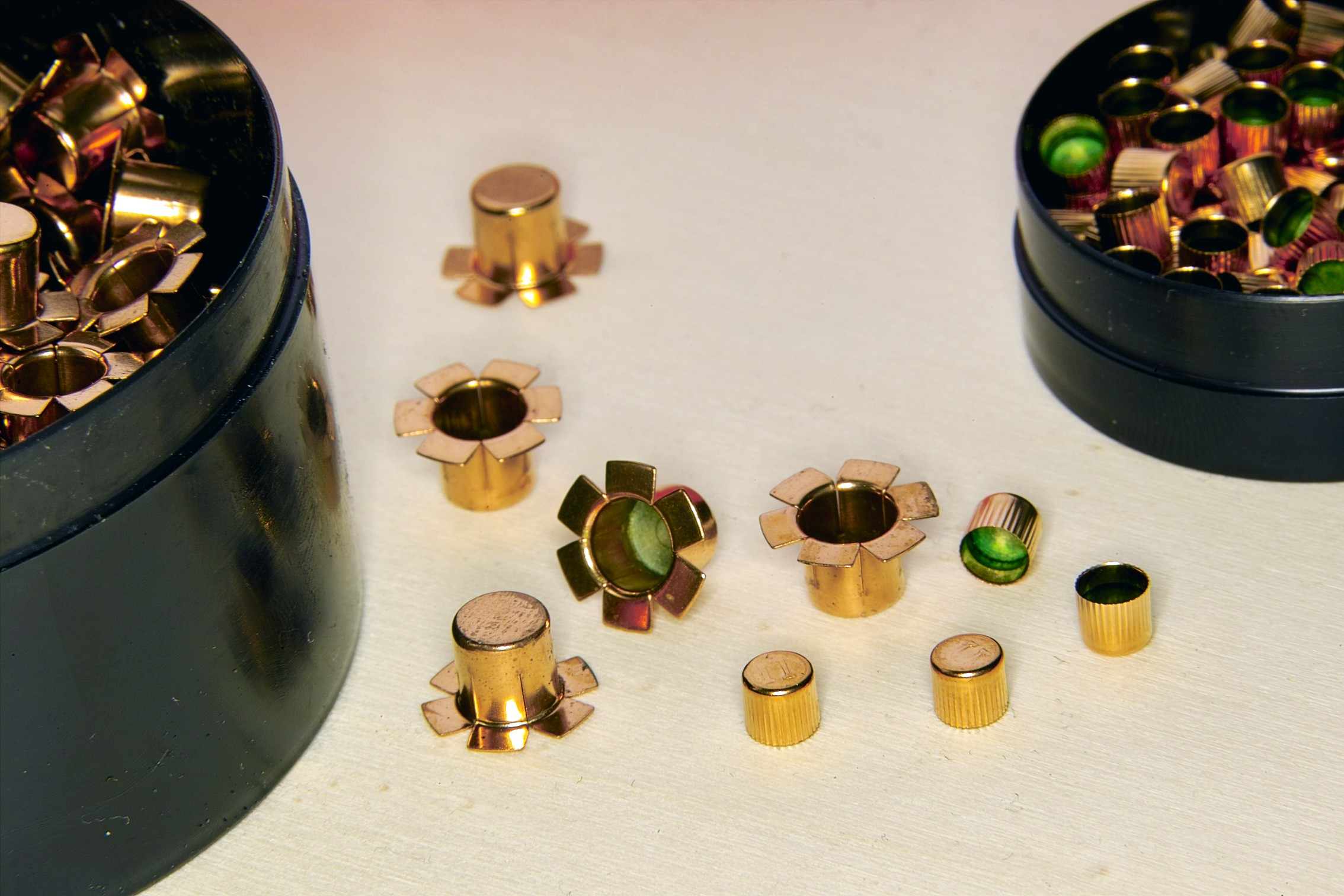
Alguns exemplares de espoleta de percussão nos diâmetros 4,5mm e 6,0mm.

O passo seguinte, foi o surgimento da espoleta de percussão, que introduziu o conceito de espoleta propriamente dito e foi desenvolvido entre 1814 e 1822 usando o fulminato de mercúrio. Essa alternativa evitava que o pó de ignição inicial ficasse exposto às intempéries chegando a impedir a execução do disparo.

### Espoletas internas
Logo depois, vieram os cartuchos integrais, com espoletas dentro do estojo, inicialmente com os cartuchos do tipo Lefaucheux, onde a espoleta ficava na parede lateral do estojo e era acionada por um pino externo, e mais tarde surgiu o cartucho de fogo circular, com o composto químico ocupando um aro bojudo em sua base, sendo esse aro o elemento atingido pelo percussor da arma.

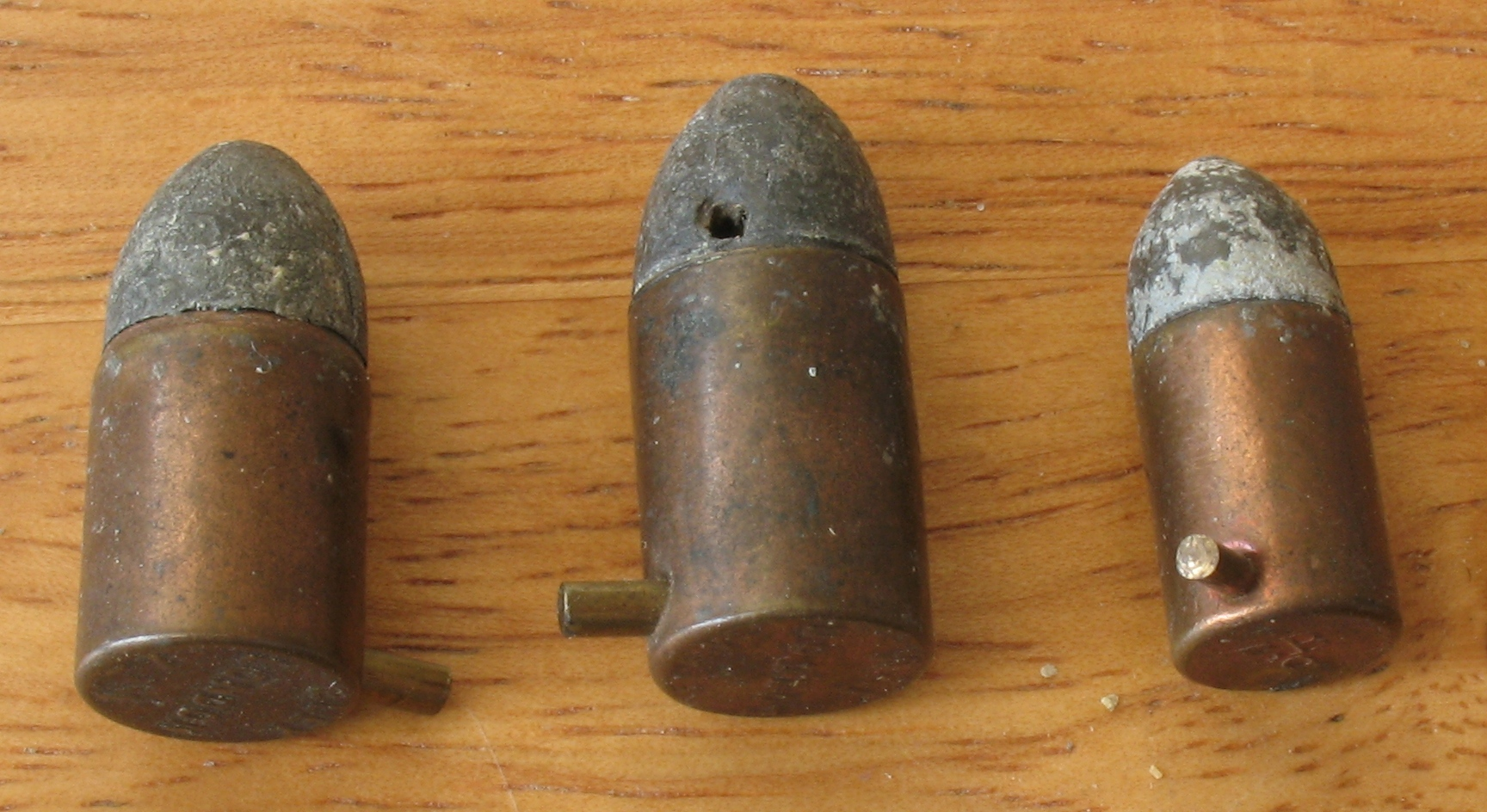
Três exemplares de cartuchos com espoletas internas acionadas por pinos.
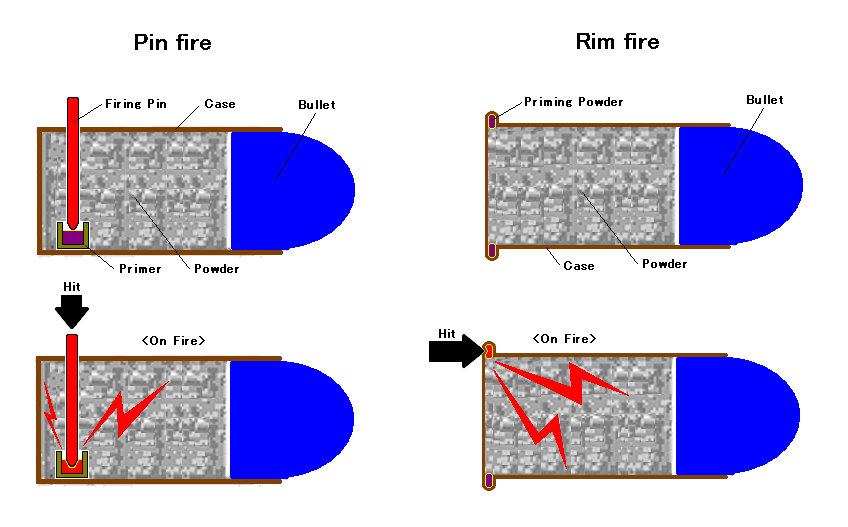
Diagrama do funcionamento das espoletas internas de pino ou de aro.
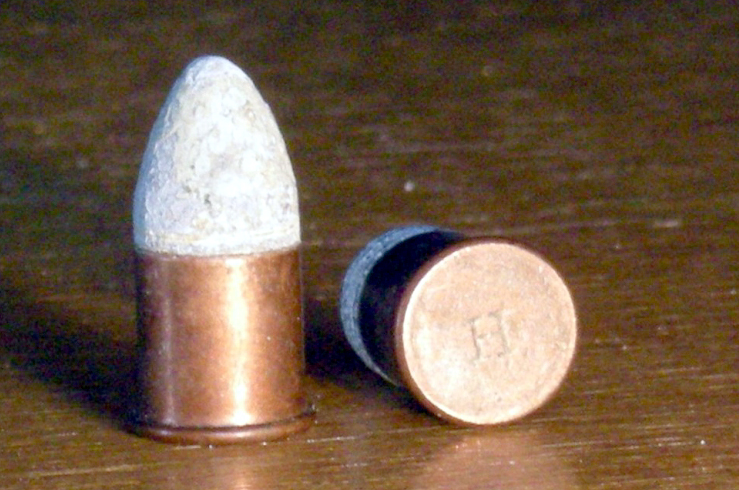
Dois exemplares de cartuchos de fogo circular com espoletas internas.

Com a evolução da espoleta de percussão e dos cartuchos metálicos integrais de fogo central, chegamos ao que conhecemos hoje com espoleta com uma série de avanços que incluem o uso de compostos químicos não corrosivos e mais estáveis para armazenamento, sendo que as primeiras espoletas realmente não corrosivas e sem mercúrio, "non-corrosive, non-mercuric (NCNM)", foram produzidas nos Estados Unidos entre 1935 e 1938, mas esse padrão de mercado, só se estabeleceu de fato depois da Segunda Guerra Mundial, principalmente durante as décadas de 1950 e 1960.

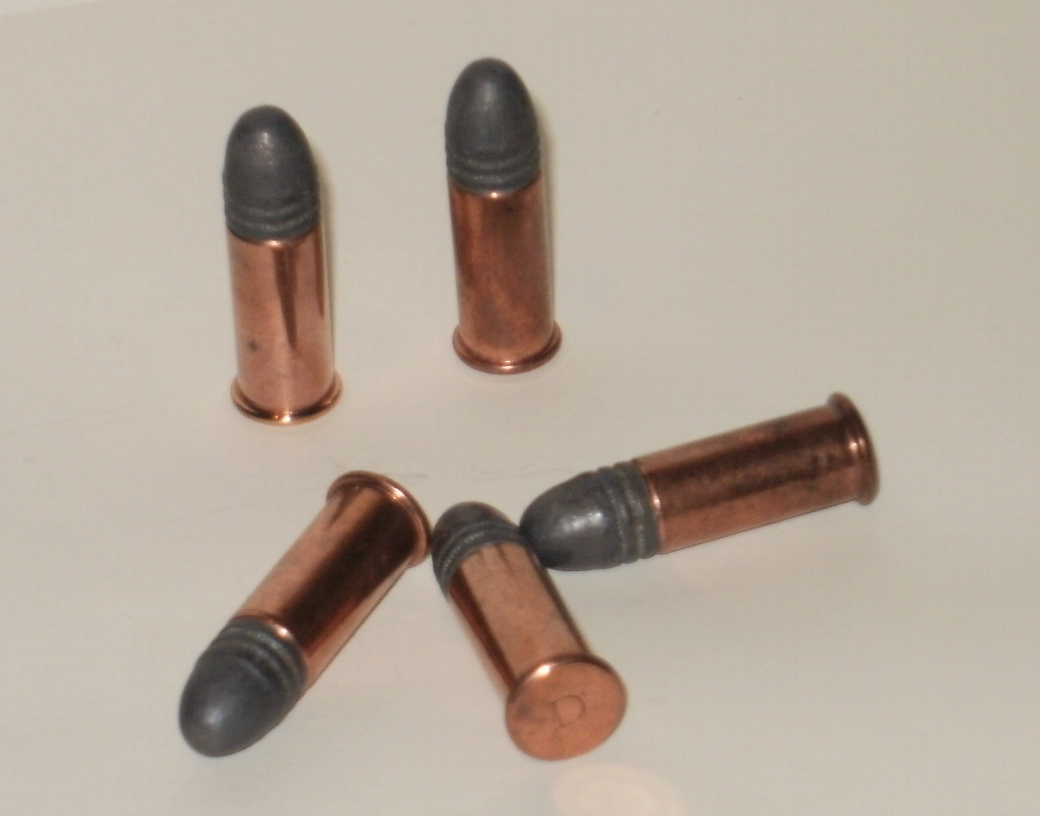
Alguns exemplares de cartuchos de fogo circular com espoletas internas.
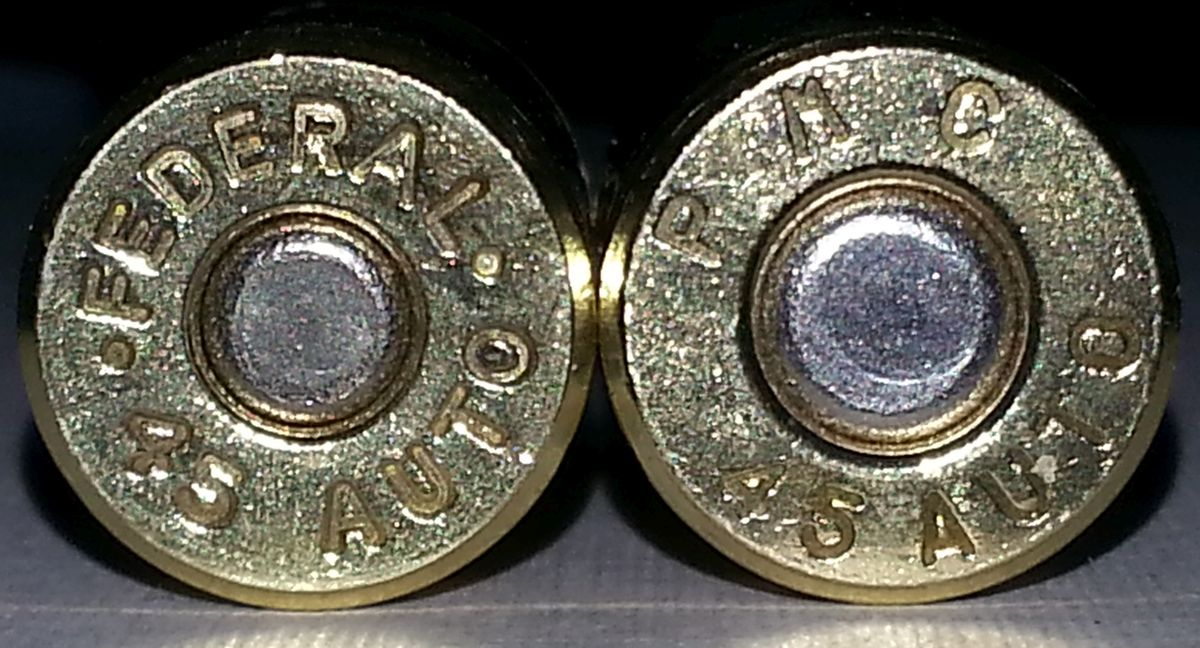
Dois cartuchos de fabricantes diferentes no mesmo calibre com espoletas de tamanhos diferentes.
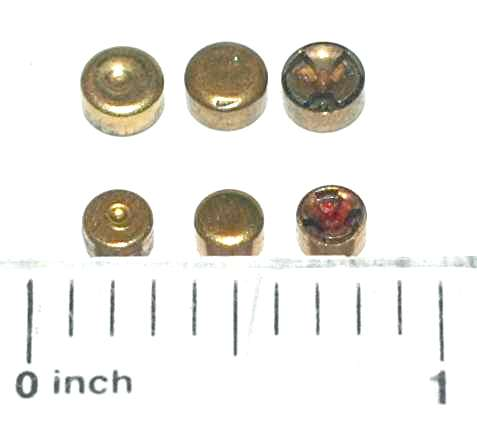
Conjuntos de espoletas modernas deflagradas nos dois tamanhos mais comuns.

Apesar de haver tentativas de fomentar a produção de espoletas ecologicamente corretas, seus resultados ainda são incertos.

## Características
A mistura detonante contida nas espoletas é um composto químico que queima com facilidade, bastando o atrito gerado pelo amassamento da espoleta contra a bigorna provocada pelo percussor da arma para se incendiar. A queima dessa mistura gera calor, que passa para o propelente (pólvora), através de pequenos furos no estojo, chamados "eventos" ("flash hole" em inglês).

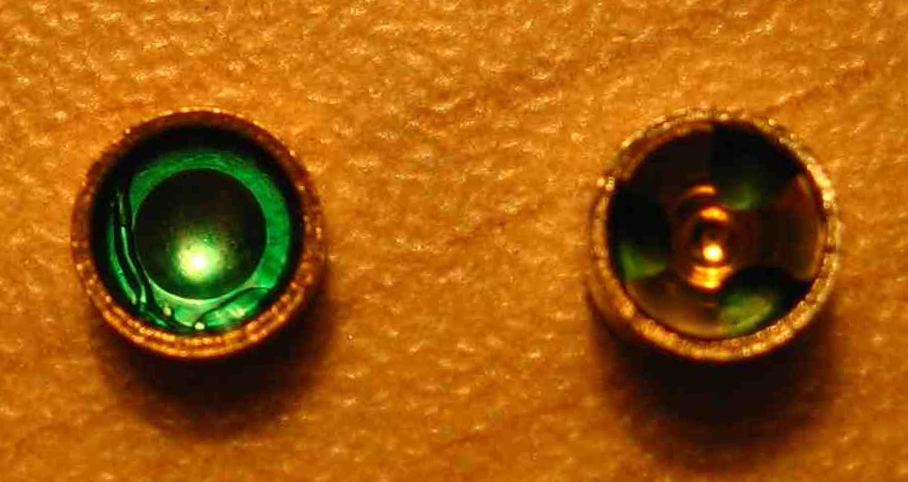
Exemplares de espoletas modernas do tipo
Berdan (esquerda) e Boxer (direita).

Fisicamente, as cápsulas de espoletas se assemelham a "tampinhas" diminutas. Na fabricação das espoletas, essas "tampinhas" são preenchidas com o composto químico usando um processo de atrito, no qual as cápsulas são espalhadas em "bandejas" uma em cada "bolso" apropriado, com a parte aberta voltada para cima. Em seguida, essas placas são enviadas para a "sala de esfrega", uma sala fortemente construída e imaculadamente limpa, onde as placas ficam sobre uma mesa de metal e o composto químico úmido é esfregado à mão sobre a superfície para preencher cada uma das "tampinhas".
O cuidado é necessário, pois o composto químico das espoletas, é um alto explosivo. Quando molhado, esse composto é insensível e seguro de manusear. No entanto, quando seco, torna-se muito sensível e não é seguro manusear a granel. Além disso, uma espoleta inserida em um estojo de cartucho enquanto ainda úmido também é mais consistente do que um primer inserido em um estojo de cartucho quando seco. O composto químico úmido vai secar ao redor da ponta da bigorna envolvendo-a, o que não vai ocorrer se o composto químico estiver seco.
Antes de 1955, muitas espoletas principalmente as usadas em munições militares, eram corrosivas. Isso acontecia porque as misturas de preparação de clorato continham sais que permaneciam no cano após o disparo da arma. A umidade do ar combinada com os sais pode causar corrosão no cano. A munição militar dos Estados Unidos tem sido carregada exclusivamente com espoletas não corrosivos desde 1955. Quem adquire munição militar excedente, precisa ficar atento a esses detalhes.
As espoletas são preenchidas com uma mistura altamente explosiva, no entanto, cada espoleta tem apenas uma pequena quantidade dessa mistura na "tampa". Por exemplo, uma espoleta magnum para rifles e fuzis, ou uma espoleta 209 para escopeta, contém apenas 36 miligramas de composto, e espoletas para pequenos rifles, revólveres e pistolas contêm apenas 20 mg de composto.

## Variantes
A espoleta portanto, tem a função de iniciar a queima da pólvora, geralmente em cartuchos de fogo central. Existem três tipos diferentes de espoleta:
- Boxer: a mais comum atualmente;
- Bateria: para cartuchos de caça (espingardas e escopetas).
- Berdan: geralmente de uso militar;

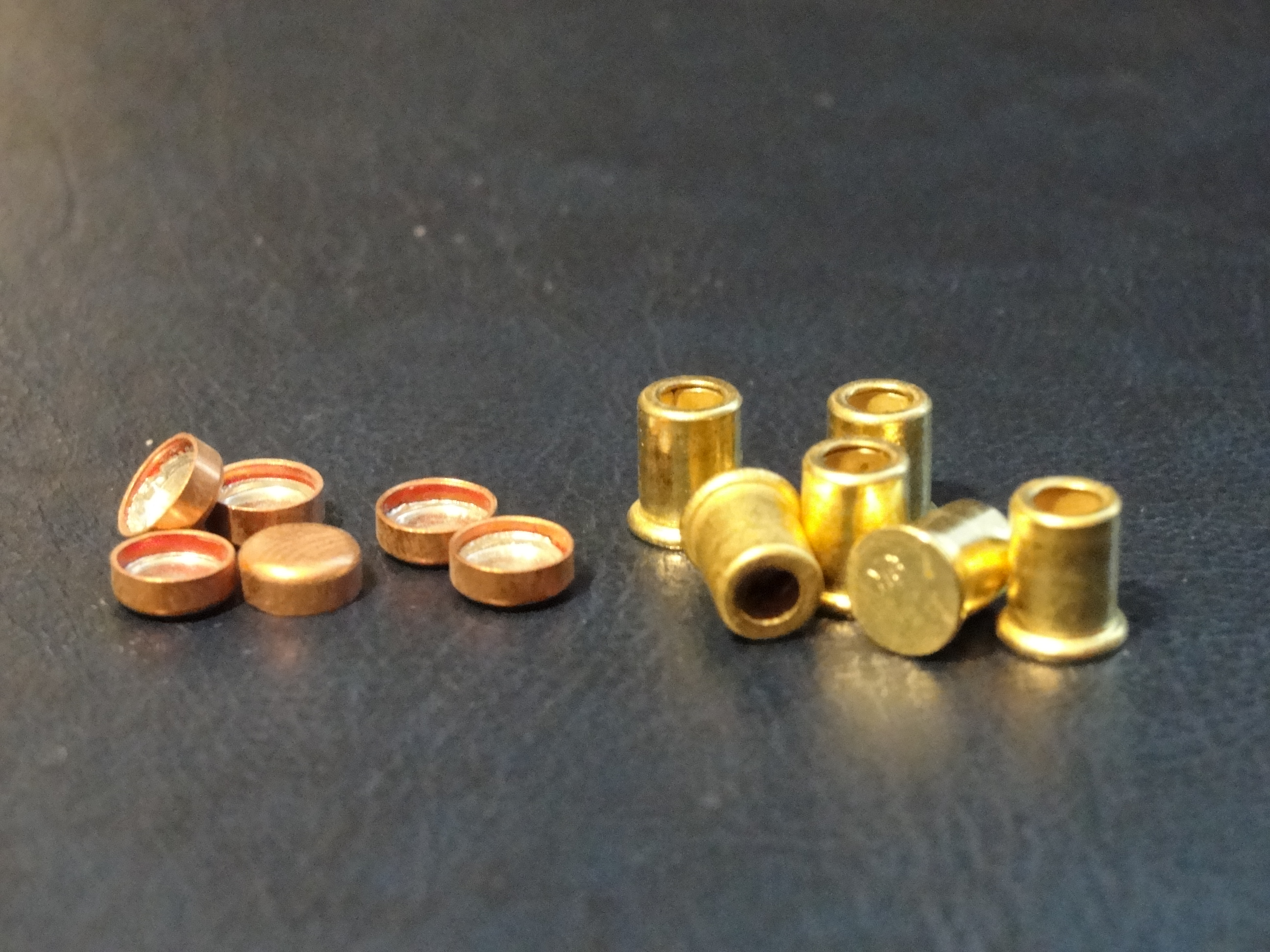
Alguns exemplares de espoleta do tipo "Bateria".

A espoleta "Boxer", possui uma espécie de "bigorna" dentro da cápsula que contém a mistura química iniciadora. Quando a cápsula da espoleta é atingida pelo percussor da arma, ela é esmagada, fazendo com que a mistura atinja a "bigorna" e entre em combustão cuja chama passa pelo furo (chamado de "evento"), do estojo da munição, dando início à queima da pólvora. O estojo para esse tipo de espoleta, não possui "bigorna". Foi inventada por Edward Mounier Boxer
A espoleta "Bateria" se caracteriza por agregar: cápsula e "bigorna" num estojo próprio com "evento", e geralmente é utilizada em cartuchos de caça, portanto a espoleta tipo "Bateria" é montada no "bolso" de cartuchos específicos de caça (para espingardas e escopetas).
A espoleta "Berdan" é constituída por uma cápsula com a mistura química iniciadora. Ela é montada no "bolso" de estojos do tipo "Berdan", que possuem uma "bigorna" central e dois furos ("eventos") am sua base. Nesse caso, quando a espoleta é atingida pelo percussor da arma, ela é esmagada de encontro à "bigorna", que nesse caso, faz parte do estojo. Foi inventada por Hiram Berdan

## Tamanhos
As espoletas modernas, são comercializadas em cinco tamanhos diferentes:
1. Large rifle
2. Small rifle
3. Large pistol
4. Small pistol
5. Shotgun

- Nota1: a terminologia na língua inglesa, é amplamente utilizada, com eventuais adaptações. No Brasil por exemplo, o tamanho "Shotgun" é referenciado como "espoleta para cartucho de caça" ou simplesmente "espoleta de caça".[10]
- Nota2: o sufixo "Magnum" eventualmente utilizado em relação às espoletas, não tem a ver com o tamanho, e sim com o poder de detonação das mesmas.[11]

## Composição química
A mistura detonante contida nas espoletas, vem evoluindo significativamente desde o seu surgimento:
- Em 1805, pó de fulminato de mercúrio;
- Em 1898, o composto passou a ter como base o cloreto de potássio e sem mercúrio;
- Em 1911, o composto passou a ser uma mistura de cloreto de potássio e tiocianato de chumbo;
- Em 1914, foi patenteada uma fórmula com ácido estífnico;
- Na década de 1920, foi patenteado pela divisão "Ammotec" da RUAG, um composto não corrosivo sob a marca SINOXID®;[13]
- Em 1928, foi patenteada uma fórmula com Estifnato de chumbo, não corrosivo, é a base de todos os compostos para espoletas modernas atuais;
- Na década de 1980, foi patenteado pela divisão "Ammotec" da RUAG, um composto não corrosivo e livre de metais pesados sob a marca SINTOX®.[13]

- Fórmula genérica para compostos de espoletas modernas: estifnato de chumbo é o explosivo primário, enquanto o nitrato de bário é o oxidante. A tetrazina é um sensibilizador que torna o primer mais fácil de detonar. Os demais elementos são combustíveis.[12]

### Espoleta não tóxica
O composto "Catalyst" foi criado para atender uma demanda do governo dos Estados Unidos para um composto sem chumbo ou qualquer outro material potencialmente tóxico. A fórmula básica inclui o alumínio, que desempenha duas funções principais: torna a nitrocelulose explosiva mais sensível e ajuda a aquecer o outro componente, o bismuto, que é o oxidante e cujo óxido gerado, gera combustíveis, aglutinantes e sensibilizantes.